# Джон Нілі Кеннеді
Джон Нілі Кеннеді (англ. John Neely Kennedy; нар. 21 листопада 1951, Сентервілл, Міссісіпі) — американський політик-республіканець, сенатор США від штату Луїзіана з 2017 р.

## Біографія
У 1973 р. закінчив Університеті Вандербільта в Нашвіллі, штат Теннессі зі ступенем бакалавра. У 1977 р. здобув ступінь доктора права в Вірджинському університеті. У 1979 р. закінчив Оксфордський університет в Англії.
Кеннеді вів юридичну практику в Луїзіані, працював спеціальним радником і секретарем губернатора Бадді Ремера. У 1991 р. балотувався на посаду генерального прокурора Луїзіани (посів третє місце).
З 1996 по 1999 рр. очолював Податковий департамент Луїзіани в адміністрації губернатора Майка Фостера. З 2000 по 2017 рр. обіймав посаду казначея штату Луїзіана. У 2004 і 2008 брав участь у сенатських виборах. До 2007 р. належав до Демократичної партії.